# Senses Fail
Senses Fail – amerykański zespół post hardcorowy założony w 2002 roku w Ridgewood w stanie New Jersey. 
Wpływ na ich muzykę wywarły takie gatunki jak pop punk, hardcore, post hardcore, emo. Ich główne inspiracje to zespoły takie jak: Jimmy Eat World, Fairweather, Grade, The Promise Ring, Bane, Jawbreaker, Saves the Day, Thursday, oraz The Get Up Kids.
Genezę nazwy Nielsen określił tak: "W Hinduizmie wierzy się, że życie jest piekłem, a jedynym sposobem na osiągnięcie Nirwany to wyzbycie się wszelkich przywiązań. Dlatego ludzie postanawiają zamieszkać w środku lasu, nie jedzą i nie piją. Po prostu medytują, ponieważ osiągnęli już taki poziom, że nie czują się przywiązani do miłości, związków, czy czegokolwiek. A jeśli chcesz osiągnąć najwyższy poziom egzystencji i zobaczyć Boga, wszystkie twoje zmysły muszą zawieść."

## Członkowie
- Buddy Nielsen - wokal
- Garrett Zabłocki - gitara prowadząca, wokal
- Dan Trapp - perkusja
- Heath Saraceno - gitara, wokal

## Dyskografia
Albumy studyjne
- Let It Enfold You (2004)
- Still Searching (2006)
- Life Is Not a Waiting Room (2008)
- The Fire (2010)
- Renancer (2013)
- Pull The Thorns From Your Heart (2015)
- If There Is Light It Will Find You[2](2018)

EP
- From the Depths of Dreams(inne języki) (2002)
- In Your Absence(inne języki) (2017)

Inne wydawnictwa
- Follow Your Bliss: The Best of Senses Fail(inne języki) (2012)
- Senses Fail / Man Overboard Split (2015)